# Dūkchī
Dūkchī (persiska: دوکچی) är en ort i Iran.   Den ligger i provinsen Västazarbaijan, i den nordvästra delen av landet, 500 km väster om huvudstaden Teheran. Dūkchī ligger 1 520 meter över havet och antalet invånare är 128.
Terrängen runt Dūkchī är kuperad åt nordost, men åt sydväst är den platt. Terrängen runt Dūkchī sluttar brant västerut. Runt Dūkchī är det ganska tätbefolkat, med 155 invånare per kvadratkilometer. Närmaste större samhälle är Būkān, 11,4 km sydväst om Dūkchī. Trakten runt Dūkchī består i huvudsak av gräsmarker.